# Sven-Erik Bäck
Sven-Erik Bäck   (Kungsholm, 16 de setembre de 1919 - parròquia d'Òscar, 10 de gener de 1994) va ser un compositor, violinista i educador suec.

## Biografia
Bäck va estudiar violí amb a Charles Barkel, Sven Karpe i composició amb a Hilding Rosenberg. Com a compositor, Bäck va aconseguir combinar l'atonalitat lírica italiana de Luigi Dallapiccola i Luigi Nono amb l'orientació modernista de "Måndagsgruppen" amb un estil expressiu molt personal. Les seves obres electròniques han tingut molta influència i es troben entre les obres sueques més destacades d'aquest gènere.
Bäck ha estat extremadament actiu com a músic de cambra als quartets Kyndel i Barkel i va començar a aparèixer com a compositor a la societat de música de cambra Fylkingen, al cercle principal del qual pertanyia. Entre els anys 1940 i 1945, durant Segona guerra mundial, va pertànyer al famós Måndagsgruppen (el Grup dels dilluns), on també van participar Karl-Birger Blomdahl, Hans Leygraf, Ingvar Lidholm i Eric Ericson, entre d'altres.
Entre les seves primeres composicions destaquen Three Chinese Songs, Quartet de corda núm. 2 i la Sinfonia da Camera, la més notable. Bäck es va inspirar molt en la poesia d'Östen Sjöstrand (Favola, In pricipio) que també va constituir la base de la cantata Vid Havets Yttersta Gräns. Sjöstrand també li va escriure el llibret per a l'òpera Gästabudet.
Bäck es va convertir en membre de la "Royal Academy of Music el 1961". També va ser director d'estudis i professor a l'Escola de Música de Ràdio de Suècia, que el 1959 es va traslladar al castell d'Elsberg a Sollentuna.
Bäck està representat a "The Swedish Psalm Book 1986" (inclòs el Suplement del "Psalm Book de Verbum 2003") amb la composició de set obres (núm. 74, 450, 462, 489 a, 589, 710 i 800).
Sven-Erik Bäck està enterrat a l'església de Värmdö.

## Honors i premis
- 1957 - Violonistes
- 1961 - Membre núm. 695 de la Reial Acadèmia de Música
- 1969 - Grammy per Tranfjädrarna a la categoria " Disc greu de l'any - amb música abans de 1960"
- 1972 - Gran Premi Christ Johnson pel Movimento II
- 1975 - Beca de la Fundació Cultural Deverth1980 - Litteris et Artibus
- 1984 - Medalla per a la promoció de les arts escèniques
- 1988 - Premi Rosenberg
- 1991 - Gran premi de l'Acadèmia Sueca